# ニンシュブル

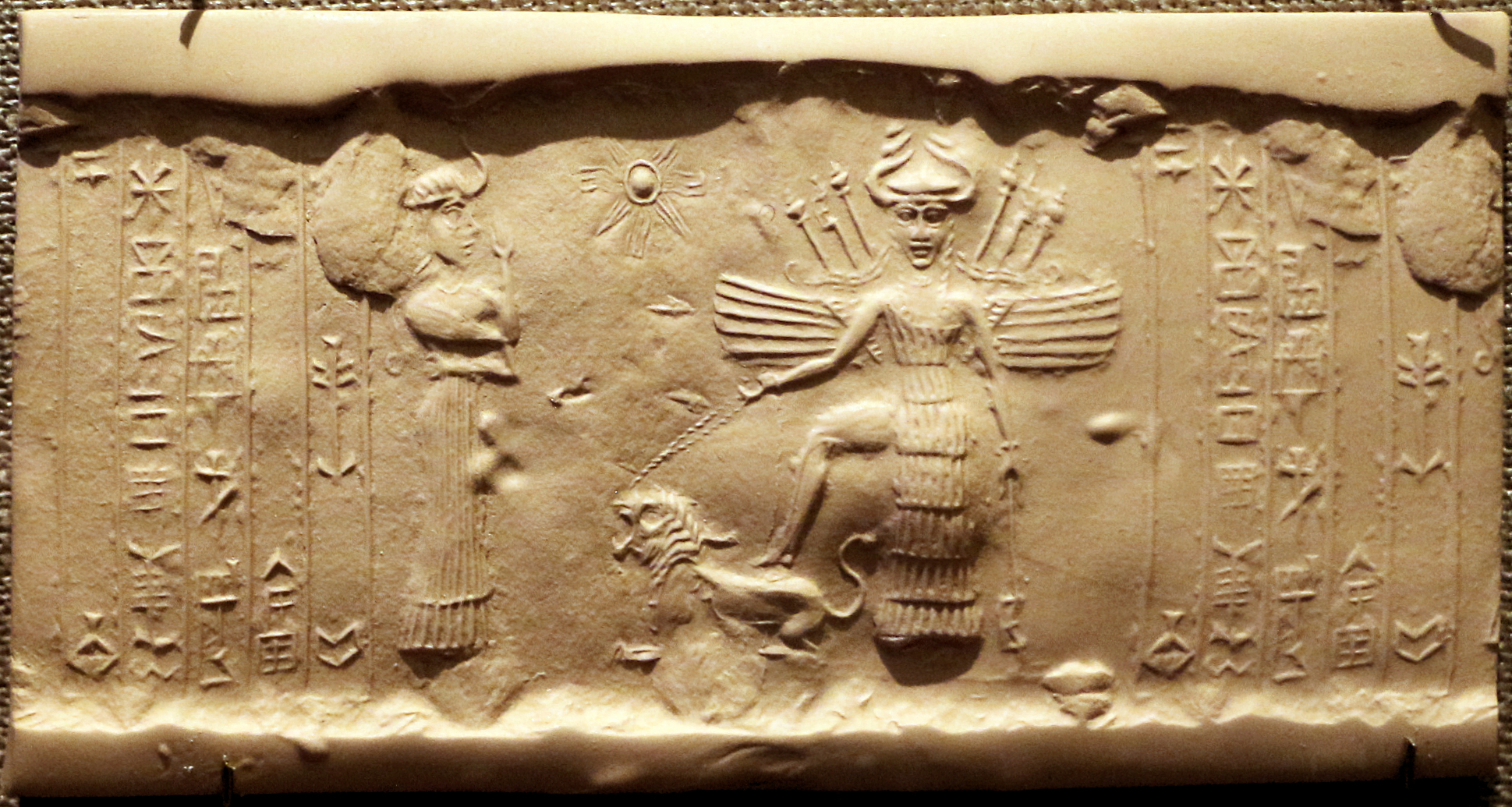
紀元前2334-2154年、古代アッカド帝国の円筒印章。女神イナンナがライオンの背に足を置き、ニンシュブルがその前で礼拝している姿が描かれている。

ニンシュブル（Ninshubur）は、シュメール神話に登場する女神イナンナのスッカル（ワズィール）である。ニンシュブルはまた天空の神アンの大臣を務めており、その延長で神々の集会の伝令使としてギリシア神話のヘルメースやイーリスに似ている。彼女の名前はシュメール語で「従者たちの女王」または「スバルトゥの女王」を意味する。
彼女は最初アキルで崇拝されたが、シュメール初期王朝時代にはすでに他の都市で崇拝されていた。ラガシュ、ニップル、シュルッパク、ウルクである。ラガシュの多くの国王は彼女を彼ら個人の神とみなした。彼女はより高位の神に求愛することができると信じられていたため、彼女は日常的な宗教で人気があり、彼女の知的な名前やその他の個人的な崇拝に言及する多くの古代の参考資料が知られている。
神話の中で、ニンシュブルはイナンナの多くの最も有名な事績の中で彼女に付き添っている。イナンナが神聖な「メー」を盗んだ後、彼女はイナンナを助けてアプスーからエンキの下僕をやっつけた。別の神話では、イナンナが冥界に閉じ込められた時、ニンシュブルはエンキに彼女の女主人を解放するように頼む。
彼女は他の伝令神と融合し、最も有名なのはイラブラットとパプスッカルである。紀元前第一千年紀の後半には、後者がアンにおける彼女の主要な召使の役割を取って代わった。当初は女性神と考えられていたが、多くの点でニンシュブルが男性神とされたのは、融合によるものである可能性が高い。